# トプギェル (語学)
トプギェル（stobs rgyal,多布傑(多布杰)、1953年 - ）は、中華人民共和国・西藏自治区ロカ地区ツォナ県卡達郷出身のチベット人(藏族)のチベット語学者、教師。

## 経歴
- 1953年5月出生
- 1966年中学卒業後、小学教師
- 1976年1月、西藏民族学院語文系藏語言文学専業を卒業、同校の教員となる。
- 1983年〜　西藏大学藏文系の教員となる
- 1987年9月〜1988年7月、北京大学中国語言文学系にて「文学概論」を修める
- 1995年、中華人民共和国国務院より「政府特殊津贴専家」を受ける。西藏自治区第七期政治協商会議委員、西藏大学学報副主編集、西藏大学学術委員会委員、科協委員、21世紀学科帯頭人等。
- 1998年、西藏大学中国少数民族語言文学碩士研究生導師に招聘される。

## 現在のポスト
- 西藏大学文学院藏学系文学教研室主任、藏語言文学専業教授
- 北京師範大学兼職副教授、碩士研究生導師
- 西藏自治区学位委員会委員
- 西藏自治区教材審査委員会委員
- 中国少数民族作家協会理事
- 拉薩藏学会委員